# Maison des arts et de la culture de Créteil
Pour les articles homonymes, voir MAC.
La Maison des arts et de la culture André-Malraux (MAC) est un centre culturel situé sur la place Salvador-Allende à Créteil dans le Val-de-Marne, imaginé par l'architecte Jean Faugeron et inaugurée en 1977.
Ce bâtiment possède une salle de spectacle d'environ 1000 places et une autre de 400 places. Des spectacles liés aux arts vivants (théâtre, danse) et au cinéma y sont organisés depuis plus de quarante ans. Un espace multimédia a été créé, ouvert aux abonnés et aux visiteurs.

## Historique
À l'origine du projet, le ministre et écrivain André Malraux qui a souhaité pour Créteil, comme pour d'autres villes moyennes (Bourges, Bobigny, etc.), un lieu d'échanges culturels et de conservation : proposé dès 1961, une préfiguration de la MAC s'installe à Créteil Village pour migrer définitivement en juin 1977 vers les rives du lac et de la nouvelle préfecture.
La direction de cet établissement a été assurée par Jean Négroni, puis  de 1979 à 1993 par Jean Morlock et ensuite par Didier Fusillier qui a lancé le festival Exit, entre autres. Depuis septembre 2016 la direction est assurée par José Montalvo.
La MAC a, dès la fin des années 1970, contribué de façon significative à la diffusion de spectacles très originaux auprès des publics locaux et parisiens de tous âges : cycles de concerts de jazz, de rock, de cinéma, expositions de travaux de plasticiens de renommée internationale, organisées par Alin Avila dès 1979 (notamment une performance de Robert Malaval (1980) ; les rétrospectives de Jean-Pierre Le Boul'ch, Serge Plagnol, Jean Rustin (1982), René Duvillier, entre autres) mais aussi de spectacles liés au théâtre et à la danse : Maguy Marin et Karine Saporta par exemple. Le Festival international de films de femmes y a pris ses quartiers depuis 1985. La MAC fut aussi pendant un temps une médiathèque offrant aux abonnés la possibilité de louer des supports sonores et des œuvres d'art du type estampes (artothèque).
La MAC commanda un temps la réalisation de ses affiches à Michel Bouvet. Des personnalités comme Françoise Du Chaxel, Armand Badeyan, l'éditeur Jean-Pierre Boyer, le poète Dominique Joubert y travaillèrent activement.
Des travaux importants doivent être menés en 2023 sur la façade du bâtiment.

## Impact
(août 2023).
La Maison des arts et de la culture de Créteil, ce sont cent mille spectateurs - cinq mille abonnés annuels, trente mille spectateurs jeunes et jeunes adultes.
Elle développe un projet artistique en phase avec « l'extraordinaire ».
Elle s'impose comme un lieu de production et de diffusion pluridisciplinaire, généraliste, particulièrement tourné vers l'utilisation des technologies numériques dans le spectacle vivant. Elle désire encourager la fréquentation des publics vers des courants artistiques novateurs et exigeants et concourir alternativement à la fidélisation et au renouvellement permanent du public par l'invention d'une politique d'actions et de sensibilisation auprès des publics jeunes.